# Тиллодонты
Тиллодо́нты (лат. Tillodontia) — подотряд плацентарных млекопитающих. По классификации Маккенны — Белл относится к отряду цимолест, хотя нередко рассматривается и как самостоятельный отряд. Существовал с нижнего палеоцена по верхний эоцен в Евразии и Северной Америке.
Точное систематическое положение тиллодонтов в системе плацентарных дискутируется. По данным проведённого в 2017 году кладистического анализа, тиллодонты относятся к лавразиатериям и входят в кладу Ferae, причём наиболее близки пантодонтам; на полученной в результате этого анализа кладограмме тиллодонты (представленные в данном исследовании родом Esthonyx) предстают вложенными в кладу, образованную родами пантодонтов, а сестринской группой для последней служит семейство Pantolestidae.

## Морфологические особенности
Тиллодонты были относительно крупными (у эоценового рода Trogosus длина черепа приблизительно равнялась 30 см), массивными стопоходящими животными, которые передвигались на когтистых пятипалых лапах. Передние зубы (резцы и клыки) тиллодонтов имели долотовидную форму (адаптация к растительноядности), причём наиболее специализированными были вторые резцы (а не клыки, как у Taeniodonta), которые были сильно увеличены, не имели корней и постоянно росли, а эмаль покрывала лишь переднюю их поверхность. Жевательная поверхность щёчных зубов (отделённых от резцов достаточно широкой диастемой) быстро изнашивалась — видимо, из-за преобладания в рационе грубой растительной пищи. Особенности строения челюстного сустава свидетельствуют о преобладании поперечных жевательных движений над продольными.
Мозговая коробка у тиллодонтов была невелика, заглазничная дуга отсутствовала. Не было и окостеневшей слуховой буллы. По форме череп был удлинённым, имел высокий сагиттальный гребень и широкие скуловые дуги.

## Классификация
По данным сайта Paleobiology Database, на август 2018 года в подотряд включают следующие вымершие роды, установленные по ископаемым остаткам:
- Роды incertae sedis
  - Azygonyx Gingerich, 1989, зубные и посткраниальные фрагменты
  - Basalina Dehm & Oettingen-Spielberg, 1958, плохо сохранившийся фрагмент челюсти с неполным зубом
  - Benaius Wang & Jin, 2004, левая часть нижней челюсти
  - Dysnoetodon Zhang, 1980, верхняя и нижняя челюсти
  - Interogale Huang & Zheng, 1983, хорошо сохранившаяся мандибула
  - Kuanchuanius Chow, 1963, часть мандибулы, зубы
  - Lofochaius Chow et al., 1973, плохо сохранившийся череп с несколькими зубами
  - Meiostylodon Wang, 1975, три отдельных зуба
  - Plethorodon Huang & Zheng, 1987, часть черепа с верхними зубами
  - Simplodon Huang & Zheng, 2003, правая часть верхней челюсти с зубами
- Семейство Esthonychidae Cope, 1883
  - Adapidium Young, 1937, правая часть нижней челюсти
  - Megalesthonyx Rose, 1971, левая мандибула, зубы, кости ног
  - Plesiesthonyx Lemoine, 1891 [syn. Franchaius Baudry, 1992], менее 20 отдельных зубов[9]
  - Подсемейство Esthonychinae Zittel & Schlosser, 1911
    - Anthraconyx Rose et al., 2013
    - Esthonyx Cope, 1874, нижние мандибулы, зубы
    - Indoesthonyx Smith et al., 2016
    - Paresthonyx Tong & Wang, 2006

  - Подсемейство Trogosinae Gazin, 1953
    - Higotherium Miyata & Tomida, 1998, фрагменты правой мандибулы, зубы
    - Tillodon Gazin, 1953, череп
    - Trogosus Leidy, 1871 [syn. Tillotherium Marsh, 1873], череп, нижние челюсти, зубы, позвонки, кости конечностей
- Семейство Yuesthonychidae Tong et al., 2003
  - Yuesthonyx Tong et al., 2003, левые мандибулы, часть черепа, зубы